# Nganyaywana
Nganyaywana är ett utdött australiskt språk. Nganyaywana talades i Nya Sydwales och tillhörde de pama-nyunganska språken.